# 菲爾娜達·阿吉雷
菲爾娜達·妮可·阿吉雷·拉米雷斯（西班牙語：Fernanda Nicole Aguirre Ramírez，1999年7月29日—）是一名智利女子跆拳道運動員。她曾經獲得2018年泛美跆拳道錦標賽女子57公斤級銅牌以及2019年泛美運動會跆拳道比賽女子57公斤級銅牌。

## 外部連結
- TaekwondoData.com （页面存档备份，存于）
- 菲爾娜達·阿吉雷的Instagram帳戶